# Humboldt (rzeka)
Humboldt – rzeka w Stanach Zjednoczonych, w północnej części stanu Nevada, na terenie Wielkiej Kotliny. Liczy około 480 km długości. 
Źródła rzeki znajdują się w hrabstwie Elko, w pobliżu miasta Wells. Płynie przeważająco w kierunku zachodnim i południowo-zachodnim, ginie w słonych bagnach Humboldt Sink. Nad rzeką położone są miejscowości Elko, Carlin, Battle Mountain, Winnemucca i Lovelock.
Rzeka wykorzystywana jest do nawadniania pól uprawnych. W dolnym biegu rzeki znajduje się sztuczny zbiornik wodny Rye Patch (utworzony w 1936 roku).
Nazwa rzeki, nadana jej przez Johna Frémonta, upamiętnia niemieckiego przyrodnika i podróżnika Alexandra von Humboldta.